# Iwanowzi
Iwanowzi (bulg. Ивановци) ist ein verstreutes Dorf in der Gemeinde Kjustendil in Westbulgarien.

## Geografie
Das Dorf liegt nahe der serbischen Grenze nordwestlich von Kjustendil im Tschudinska-Gebirge auf einer Höhe von ungefähr 1000 m. Da das Dorf weit verstreut ist, ist diese Höhe nur als Richtwert zu beachten.

## Infrastruktur
Iwanowzi liegt in einem Tal des Gebirges, wohin keine asphaltierten Straßen führen. Im Dorf gibt es keine Busverbindung, jedoch ein Telefon- und Internetnetz. Die schlechte Lage hängt wegen der Straßenbeschaffenheit und den wenigen Einwohnern ab. Wirtschaft und Investitionen gibt es in Iwanowzi nicht. Deshalb ist das gesamte Dorf vom wiederholten Verlassen bedroht.

## Bevölkerungsentwicklung
Das Dorf wurde Mitte 2011 das erste Mal aufgegeben, nachdem ein großer Teil der Einwohner weggezogen war. Seit 2017 bewohnt wieder eine Person das Dorf.
| Datum      | Einwohnerzahl |
| ---------- | ------------- |
| 31.12.1934 | 576           |
| 31.12.1946 | 401           |
| 01.12.1956 | 270           |
| 01.12.1965 | 145           |
| 02.12.1975 | 57            |
| 04.12.1985 | 29            |